# Joicinha
Joice Cristina Luz Villela da Costa, mais conhecida como Joicinha (Curitiba, 30 de maio de 1983) é uma ex-futebolista brasileira que atuava como lateral-esquerda e meia. Atualmente é Presidente do junto com o o FAC FUT 7, equipe esportiva amadora de Futebol 7.

## Carreira

### Início
Nascida em Curitiba, começou jogando futebol na rua com meninos e na escola. Uma amiga então a convidou para jogar futebol de areia no Caiuá aos 11 anos, depois jogou nas categorias de base do Ypiranga da Fazendinha também em Curitiba, e passou pelo Olaria Futebol Arte.

### Clubes

#### Santos
Em 2002, foi contratada pelo Santos, clube ao qual ficou 10 temporadas entre 2002 e 2011. Nas Sereias da Vila, Joicinha atuou com Marta, Cristiane, Formiga, Érika, Aline Pellegrino, Tamires, e outras grandes craques da Seleção Brasileira e se tornou uma das maiores campeãs da equipe.
No total, a atleta conquistou 11 dos 22 títulos que a Sereias conquistaram até o presente. São eles: as Copas Libertadores da América de 2009 e 2010, Torneio Mercosul de 2006, Liga Nacional de 2007, Copa do Brasil de 2008 e 2009, os Campeonatos Paulistas de 2007 e 2010, Liga Paulista de 2009, além dos Jogos Regionais de 2008, e os Jogos Abertos do Interior de 2010.

#### Caso Flamengo
Após longa passagem pelas Sereias, Joicinha assinou Flamengo, o Rubro-Negro assumiria a equipe feminina do Peixe, que alegava desmonte da equipe feminina para manter Neymar na equipe por mais algum tempo, embora o mesmo oferecera ajuda para manter a equipe. Porém o Fla não mandou um representante à corte arbitral e o clube não se inscreveu para o Campeonato Carioca, ficando fora da competição.

##### Bangu
Devido ao descaso da diretoria flamenguista com o futebol feminino, as jogadoras e a comissão técnica foi absorvida por outros clubes. A maior parte das jogadoras ex-Santos foi contratada pelo Bangu do Rio de Janeiro, Joicinha esteve entre elas.

#### Vitória das Tabocas
Em 2012, Joicinha e outras atletas que começaram que despontaram no Santos transferiram-se para Vitória das Tabocas de Pernambuco.

#### Retorno ao Bangu
Em 2015, acertou seu retorno ao Bangu. 

### Guarda do filho e aposentadoria
Em 2008, Joicinha descobriu que estava grávida já ao 6ᵒ mês de gestação enquanto atuava pelo Santos. O pai também é jogador.
Devido à carreira de jogadora, passou por problemas com a guarda do filho com pai do garoto. Decidiu abandonar a carreira mais cedo quando havia deixado o filho com o pai enquanto não tinha residência fixa em Pernambuco e correu o risco de perder a guarda da criança. Formada em Administração de empresas,  passou a trabalhar em uma clínica de Fertilização in vitro e Dermatologia. Seu filho, João Pedro, nascido em 2009, atua como goleiro nas categorias de base do futebol curitibano.

### Futebol 7
Após aposentar-se do futebol profissional, passou a jogar no Futebol 7, atuando pela Equipe Forte.

### Seleção brasileira
Joicinha recebeu suas primeiras convocações muito jovem, já aos 15 anos, em 1998 já estava na Seleção Brasileira principal sem ter passado pelas categorias de base. Tornou a ser convocada em 2010 e 2011.
Participou da Seleção Brasileira Universitária em 2011, e a partir de 2017 passou a ser atleta da Seleção Brasileira Futebol 7.

## Títulos

### União Ahú
- Campeonato Paranaense: 1998 e 1999

### Santos
- Copas Libertadores da América: 2009 e 2010
- Torneio Mercosul: 2006
- Copa do Brasil de Futebol Feminino: 2008 e 2009
- Campeonatos Paulistas: 2007, 2010
- Liga Paulista: 2009
- Jogos Regionais: 2006, 2007 e 2008
- Jogos Abertos do Interior: 2002 e 2010

### Vitória das Tabocas
- Campeonato Pernambucano: 2013, 2014, 2015 e 2016